# Thành Lão Tư
Lão Tư Thành (tiếng Trung: 老司城; bính âm: Lǎosīchéng) là một địa điểm khảo cổ nằm ở thôn Tư Thành (tiếng Trung: 司城村), thuộc trấn Linh Khê, Vĩnh Thuận, tỉnh Hồ Nam, Trung Quốc. Đây là một trong ba Di chỉ Thổ ty được UNESCO công nhận là Di sản thế giới vào ngày 3 tháng 7 năm 2015. Nó là thủ phủ của gia tộc Bành thị (tiếng Trung: 彭氏土司) trong 6 thế kỷ. Nó bắt đầu được xây dựng vào năm 1135 dưới thời Nam Tống và bị bỏ rơi vào năm 1724 (nhà Thanh).

## Mô tả
Công trình nằm trên bờ sông Linh Khê (tiếng Trung: 灵溪河), thượng lưu ở sông Ngưu Lộ (tiếng Trung: 牛路河), một nhánh của sông Dậu Thủy.. Lão Tư Thành là địa điểm Di sản thế giới đầu tiên tại tỉnh Hồ Nam và cũng là thổ ty lớn nhất, được bảo tồn sớm nhất và tồn tốt nhất ở Trung Quốc. Công trình có diện tích 25 km vuông, với vùng lõi có diện tích 250.000 mét vuông, được bố trí thành một đô thị với một mạng lưới đường bộ và hệ thống thoát nước. Các di tích khai quật bao gồm cung điện và khu vực chính quyền, khu vực tôn giáo, lăng mộ của các thủ lĩnh, biệt thự nhà vườn, đường phố cổ, tường thành, đài tưởng niệm, chuông đồng, ngựa đá. Công trình này là nơi linh thiêng của người Thổ Gia.